# Tapiramutá
Tapiramutá is een gemeente in de Braziliaanse deelstaat Bahia. De gemeente telt 17.879 inwoners (schatting 2009).